# Wordfeud
Wordfeud (uitgesproken als 'wurtfjoed') is een online variant van het bordspel Scrabble. Het spel is gratis als app te downloaden voor iOS- en Android-toestellen. In de gratis versie wordt het spel onderbroken door korte reclame-momenten. Tegen betaling is een reclamevrije versie verkrijgbaar.

## Geschiedenis
Wordfeud werd ontwikkeld door de Noorse ontwikkelaar Haakon Bertheussen. Het spel verscheen in 2010 voor het Android-platform en een iOS-versie volgde in april 2011. In januari 2012 was ook de Windows Phone 7-editie een feit. Deze editie wordt sinds 11 juli 2017 niet meer ondersteund.

## Regels
De regels van Wordfeud komen grotendeels overeen met die van het bordspel Scrabble, maar telling, letterwaarden en aantallen zijn anders. Het speelveld bevat meer vakken met dubbele en driedubbele woordwaarde en dubbele en driedubbele letterwaarde. Ook zijn er verschillen in de aantallen letters en de waarde, zo bevat Scrabble 6 maal de A en heeft Wordfeud er 7; de waarde van bijvoorbeeld de Z is 4 in Scrabble en 5 in Wordfeud. Ook is het bij Wordfeud mogelijk om een spel te starten met een willekeurig ingedeeld bord: de startpositie (ster) is altijd in het midden, maar de (drie)dubbele waardevakken liggen willekeurig verspreid over het veld.
De lijst van woorden die gemaakt kunnen worden was aanvankelijk gebaseerd op de woordenlijst van OpenTaal. De woorden zijn daarbij zo veel mogelijk gefilterd op de regels van het originele spel Scrabble. Indien een woord bijvoorbeeld een diakritisch teken bevat, vervalt het diakritisch teken. "Geëerd" wordt dan "geeerd" in het spel. Sindsdien is de woordenlijst uitgebreid door TaalTik. De Nederlandse letter ij moet worden geïnterpreteerd als i + j, dus niet als y. Het woord IJSVRIJ heeft dus in het Nederlandse Wordfeud zeven letters, waarvan tweemaal de i en tweemaal de j.
Bij afkortingen wordt er gekeken naar de uitspraak en punten die in het woord voorkomen.
- Ca. uitgesproken als sirkaa heeft een punt en is niet toegestaan.
- Tv uitgesproken als tee vee is niet toegestaan (initiaalwoord).
- Havo uitgesproken als havo is wel toegestaan (letterwoord).

Bij afgeleiden verkleinwoorden geldt de regel; als een zelfstandig naamwoord mag, dan mogen de afgeleiden ervan ook. Auto en autootjes is hier een voorbeeld van. Ook het meervoud van woorden is toegestaan. Voorbeelden daarvan zijn boeken (boek) en spiegels (spiegel). Dezelfde regel geldt voor bijvoeglijke naamwoorden. Een voorbeeld van geaccepteerde woorden zijn; groot, groter, grootst.
Punten kunnen verhoogd worden door woorden meer waarden te geven. Deze speciale vakjes hebben de volgende betekenis:
- 2W: 2× de woordwaarde
- 3W: 3× de woordwaarde
- 2L: 2× de letterwaarde
- 3L: 3× de letterwaarde

Als een speler alle zeven letters in één keer gebruikt wordt hij beloond met 40 punten extra.
Het spel is afgelopen als een van de spelers geen letters meer op het plankje heeft, er geen woorden meer gemaakt kunnen worden, of als een speler niet binnen 72 uur reageert. De punten die de speler nog over heeft op zijn plankje worden afgetrokken van zijn totaal. Heeft een speler geen letters meer over, dan mag hij de punten van de tegenstander bij zijn eigen punten optellen.

## Functionaliteit
Het is mogelijk tot maximaal 30 spellen tegelijkertijd te spelen met zowel bekenden als willekeurige tegenstanders. Deze willekeurige tegenstanders worden door het spel bij elkaar gebracht. Naast de mogelijkheid het spel te spelen is Wordfeud voorzien van een chatfunctie, die het spel de originele sociale component meegeeft. Het is mogelijk het spel te spelen in de volgende talen: Deens, Duits, Engels, Fins, Frans, Nederlands, Noors, Spaans, Portugees en Zweeds.

## Woordgenerators
In het kielzog van de Wordfeud-hype zijn ook zogenaamde Wordfeud-woordengenerators gebouwd die op basis van steentjes op het bord en het plankje een aantal suggesties doen van te leggen woorden.